# Kieran Prendergast
Pour les articles homonymes, voir Prendergast.
Kieran Prendergast, né en juillet 1942 à Campbeltown en Écosse, est un homme politique britannique.

## Biographie
Kieran Prendergast grandit en Australie, où il fréquenta le collège Saint Patrick de Strathfield à Sydney, et en Angleterre aux collèges Salesian, Chertsey et St. Edmund Hall d'Oxford.
Il travaille à l'ambassade britannique d'Ankara en Turquie de 1965 à 1967, puis intègre le département de l'OTAN du ministère britannique des affaires étrangères à Londres. En 1969, Kieran Prendergast est muté à l'ambassade de Nicosie dans la république de Chypre en tant que secrétaire adjoint, puis retourne à Londres comme premier secrétaire et agent de liaison avec la Grèce. En 1973, il est nommé premier secrétaire de l'ambassade britannique de La Haye aux Pays-Bas, puis revient à Londres en 1976 comme secrétaire général adjoint du secrétariat d'État aux affaires étrangères et du Commonwealth.
Kieran Prendergast intègre la mission du Royaume-Uni à l'Organisation des Nations unies de 1979 à 1982, pour devenir tour à tour conseiller, chef de la chancellerie et consul général à Tel Aviv en Israël jusqu'en 1986, date à laquelle il est nommé haut commissaire au Zimbabwe, puis Haut commissaire au Kenya en 1992, poste qu'il quitte en 1995 pour devenir ambassadeur de son pays en Turquie, et ce jusqu'en 1997.
Depuis, Kieran Prendergast est secrétaire général adjoint aux affaires politiques de l'ONU. Il parle couramment le turc et le français, est marié et père de quatre enfants.